# Torsten Sanders
Torsten Sanders (* 8. September 1994) ist ein deutscher Leichtathlet in der Disziplin Hochsprung.

## Laufbahn
Torsten Sanders wuchs in Wesel auf und begann seine Laufbahn als Hochspringer beim Weseler TV. Im August 2011 gewann er bei den Deutschen Jugendmeisterschaften in Jena mit 1,98 Metern im Hochsprung die Bronzemedaille. Im weiteren Verlauf des Jahres verbesserte er seine Höchstleistung im Hochsprung auf 2,04 Meter. Im Januar 2012 wurde er zum Weseler Sportler des Jahres 2011 gewählt. 2012 steigerte er sich bei den Deutschen Jugendmeisterschaften zu 2,07 Metern und wurde dadurch deutscher Vizemeister. Eine Woche später trat er auch erstmals bei den landesweiten Meisterschaften in der U23-Altersklasse an und belegte mit 2,05 Meter den fünften Platz. Im Juli 2013 trat er bei den deutschen Leichtathletik-Meisterschaften 2013 in Ulm an und belegte im Hochsprung den sechsten Platz. Im selben Jahr wurde er bei den U20-Europameisterschaften im italienischen Rieti Neunter.
Ende April 2014 zog sich sein bisheriger Trainer Roman Buhl zurück, woraufhin Hans-Jörg Thomaskamp sein neuer Trainer wurde. Fast zeitgleich erlitt Sanders einen Bänderriss im Fuß, von dem er sich jedoch binnen einiger Wochen erholen konnte. Bei den deutschen U23-Meisterschaften 2014, die im Weseler Auestadion ausgetragen wurden, gewann er vor heimischem Publikum mit einer neuen Bestleistung von 2,17 Metern die Goldmedaille. Im September 2014 begann er eine Ausbildung bei der Bayer AG und es wurde wenig später sein Wechsel zum TSV Bayer 04 Leverkusen zum Jahresbeginn 2015 bekanntgegeben. 2015 erhöhte er seine Bestleistung auf 2,22 Meter und trat bei den U23-Europameisterschaften 2015 im estnischen Tallinn an, verpasste dort jedoch mit 2,15 Metern das Finale.

## Erfolge

### National
- Deutscher U23-Meister 2014, Dritter 2013
- Sechster DM 2013, Fünfter 2017
- Dritter Deutsche Hallenmeisterschaften 2019

### International
- Teilnehmer U23-EM 2015